# Menno Oosting
Menno Oosting (Son en Breugel, Països Baixos, 17 de maig de 1964 − Turnhout, Bèlgica, 22 de febrer de 1999) fou un tennista professional neerlandès. Durant la seva carrera va guanyar set títols de dobles masculins però destaca el títol de dobles mixts al Roland Garros l'any 1994 amb la seva compatriota Kristie Boogert. Va morir degut a les lesions patides en un accident automobilístic a la ciutat belga de Turnhout.

## Torneigs Grand Slam

### Dobles mixtos: 1 (1−0)
| Resultat  | Núm. | Any  | Torneig       | Parella         | Oponents                                  | Marcador      |
| --------- | ---- | ---- | ------------- | --------------- | ----------------------------------------- | ------------- |
| Guanyador | 1.   | 1994 | Roland Garros | Kristie Boogert | Larisa Savchenko Neiland Andrei Olhovskiy | 7−5, 3−6, 7−5 |

## Palmarès: 8 (0−7−1)

### Dobles: 18 (7−11)
| Llegenda (pre/post 2009)                                 |
| -------------------------------------------------------- |
| Grand Slams (0−0)                                        |
| Tennis Masters Cup / ATP Finals (0−0)                    |
| ATP Masters Series / ATP World Tour Masters 1000 (0−0)   |
| ATP International Series Gold / ATP World Tour 500 (0−2) |
| ATP International Series / ATP World Tour 250 (7−9)      |

| Títols per superfície |
| --------------------- |
| Dura (1−1)            |
| Gespa (0−0)           |
| Terra batuda (4−7)    |
| Moqueta (2−3)         |

| Resultat  | Núm. | Data                   | Torneig                 | Superfície   | Parella             | Oponents en la final                | Marcador      |
| --------- | ---- | ---------------------- | ----------------------- | ------------ | ------------------- | ----------------------------------- | ------------- |
| Finalista | 1.   | 30 de setembre de 1991 | Atenes, Grècia          | Terra batuda | Olli Rahnasto       | Jacco Eltingh Mark Koevermans       | 7−5, 6−7, 5−7 |
| Guanyador | 1.   | 27 d'abril de 1992     | Múnic, Alemanya         | Terra batuda | David Adams         | Carl Limberger Tomáš Anzari         | 3−6, 7−5, 6−3 |
| Finalista | 2.   | 29 de març de 1993     | Estoril, Portugal       | Terra batuda | Udo Riglewski       | David Adams Andrei Olhovskiy        | 3−6, 5−7      |
| Guanyador | 2.   | 13 de setembre de 1993 | Bucarest, Romania       | Terra batuda | Libor Pimek         | George Cosac Ciprian Petre Porumb   | 7−6, 7−6      |
| Guanyador | 3.   | 14 de març de 1994     | Casablanca, Marroc      | Terra batuda | David Adams         | Cristian Brandi Federico Mordegan   | 6−3, 6−4      |
| Finalista | 3.   | 28 de març de 1994     | Estoril (2)             | Terra batuda | Richard Krajicek    | Cristian Brandi Federico Mordegan   | Renúncia      |
| Guanyador | 4.   | 25 d'abril de 1994     | Madrid, Espanya         | Terra batuda | Rikard Bergh        | Jean-Philippe Fleurian Jakob Hlasek | 6−3, 6−4      |
| Finalista | 4.   | 4 de juliol de 1994    | Gstaad, Suïssa          | Terra batuda | Daniel Vacek        | Sergio Casal Emilio Sánchez         | 6−7, 4−6      |
| Guanyador | 5.   | 3 d'octubre de 1994    | Tolosa, França          | Dura (i)     | Daniel Vacek        | Patrick McEnroe Jared Palmer        | 7−6, 6−7, 6−3 |
| Guanyador | 6.   | 29 de gener de 1996    | Zagreb, Croàcia         | Moqueta      | Libor Pimek         | Martin Damm Hendrik Jan Davids      | 6−3, 7−6      |
| Finalista | 5.   | 19 de febrer de 1996   | Anvers, Bèlgica         | Moqueta      | Ievgueni Kàfelnikov | Jonas Björkman Nicklas Kulti        | 4−6, 4−6      |
| Finalista | 6.   | 20 de maig de 1996     | St. Pölten, Àustria     | Terra batuda | David Adams         | Ctislav Doseděl Pavel Vízner        | 7−6, 4−6, 3−6 |
| Finalista | 7.   | 22 de juliol de 1996   | Kitzbühel, Àustria      | Terra batuda | David Adams         | Libor Pimek Byron Talbot            | 6−7, 3−6      |
| Finalista | 8.   | 9 de setembre de 1996  | Bucarest                | Terra batuda | David Adams         | David Ekerot Jeff Tarango           | 6−7, 6−7      |
| Finalista | 9.   | 23 de setembre de 1996 | Basilea, Suïssa         | Dura (i)     | David Adams         | Ievgueni Kàfelnikov Daniel Vacek    | 3−6, 4−6      |
| Finalista | 10.  | 7 d'octubre de 1996    | Viena, Àustria          | Moqueta      | Pavel Vízner        | Ievgueni Kàfelnikov Daniel Vacek    | 3−6, 4−6      |
| Guanyador | 7.   | 9 de març de 1998      | Copenhaguen, Dinamarca  | Moqueta      | Tom Kempers         | Jan Siemerink Brett Steven          | 6−4, 7−6      |
| Finalista | 11.  | 8 de febrer de 1999    | Sant Petersburg, Rússia | Moqueta      | Andrei Pavel        | Jeff Tarango Daniel Vacek           | 6−3, 3−6, 5−7 |

### Dobles mixtos: 1 (1−0)
| Resultat  | Núm. | Data               | Torneig               | Superfície   | Parella         | Oponents en la final                      | Marcador      |
| --------- | ---- | ------------------ | --------------------- | ------------ | --------------- | ----------------------------------------- | ------------- |
| Guanyador | 1.   | 23 de maig de 1994 | Roland Garros, França | Terra batuda | Kristie Boogert | Larisa Savchenko Neiland Andrei Olhovskiy | 7−5, 3−6, 7−5 |